# Achaltekeer
Achaltekeer eller akhal-teké är en hästras från regionen Achal i Turkmenistan med stor kraft och uthållighet, en god galopphäst som även passar för distansritt, dressyr och banhoppning. 
Achaltekeern är en fullblodshäst och har en mankhöjd på omkring 150 centimeter. Rasen kan ha alla färger utom skäck och tigrerad, men vanligast är gulanlag och pälsen har alltid en metallisk glans. Rasens exteriör är slank och smidig med väl utvecklade leder. Rasen är idag rätt ovanlig med cirka 3 500 exemplar i världen, varav de flesta finns i Turkmenistan och Ryssland.

## Historia

Achaltekeern finns avbildad i mitten av det turkmenska statsvapnet.

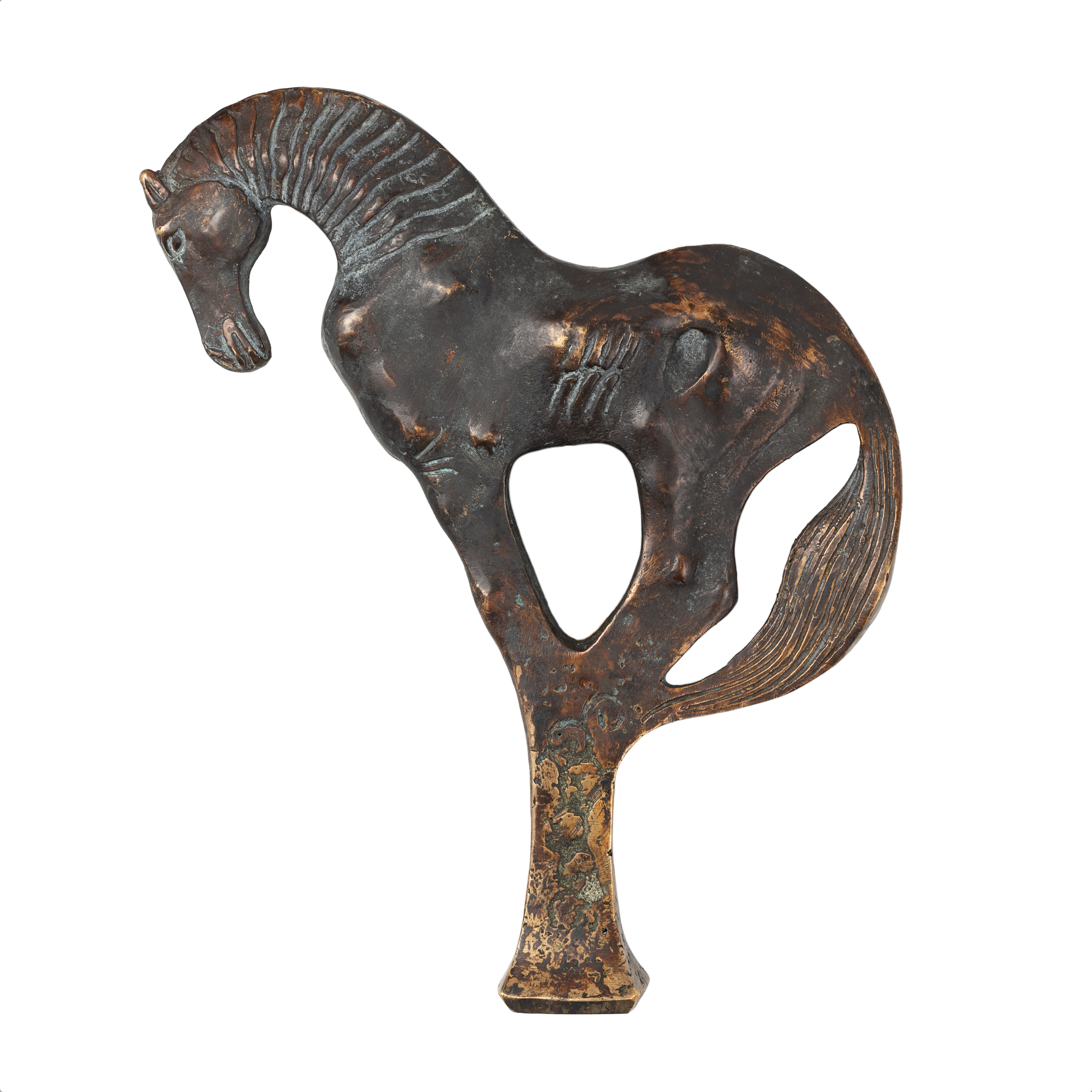
Forntida Akhal-Tekehäst, brons, 4:e-1:a århundradet f.Kr. [https://bb.lv/statja/tehno/2020/05/12/nebesnye-koni

Achaltekeern, som är lite av hästvärldens mysterium, är den moderna motsvarigheten till häst typ 3, en av de fyra typer som anses ligga till grund för alla dagens hästar. Den representerar den tunnhudade och värmetåliga ökenhästen med fin hårrem och det kan finnas ett samband mellan achaltekeern och en gren av arabiska galopphästar som kallas "Munaghi". Enligt ryska sägner, som dock inte går att bekräfta, är achaltekeerna en ren och egen ras som är lika gammal som det arabiska fullblodet. Vare sig detta är sant eller inte så är rasen nästan identisk med de lämningar man hittat av hästarnas förfäder typ 3. Denna häst typ 3 anses vara förfader till alla dagens orientaliska fullblodshästar och innefattar då achaltekeern, det arabiska fullblodet, den nordafrikanska Berberhästen och den numera utdöda turkmenska hästen.
Fornlämningar av turkmenska hästar, liknande Achaltekeerna hittades i frysta gravar i Pazyryk i närheten av floden Ob i nuvarande Sibirien. Gravarna grävdes ut mellan 1929 och 1949 och innehöll kvarlevorna från 14 hästar. Hästarna hade begravts med utrustning på och vatten från floderna i närheten hade läckt ner i gravarna och sedan fryst, vilket gjorde att både hästarna och deras utrustning var i perfekt skick. Fornlämningarna har daterats till cirka 500-talet – 200-talet f.Kr och då de turkmenska stäpperna ansågs vara en av de första platser där hästen domesticerades kan Achaltekeern vara en av världens äldsta renrasiga hästraser och härstamma från de första domesticerade hästarna.
Achaltekeerns ursprung är dock det största av mysterierna runt denna ras. Redan runt år 1000 f.Kr var huvudstaden Asjchabad berömd för sina kapplöpningshästar och de turkmenska hästarna avlades även i oaserna i Karakumöknen. Asjchabad är fortfarande centrum för avel av denna hästras. Under den här tiden var achaltekeern mycket känd som galopphäst och även som kavallerihäst. Den persiska kungen Dareios I använde sig av turkmenska hästar under erövringen av Baktrien. Över 30 000 turkmenska hästar användes av de persiska arméerna. När perserriket föll använde även Alexander den stores armé de turkmenska achaltekeerna inom sitt eget kavalleri. Alexander skulle bland annat ha tagit över 50 000 hästar som krigsbyte efter segern. Under persernas tid influerades troligen de turkmenska hästarna av de Niceahästar som avlades av perserna för över 3 000 år sedan.
Även nomadfolk som invandrade eller ockuperade stäpperna i västra Asien avlade upp turkmenska ökenhästar men den grupp som hade de mest framträdande Achaltekeerna var Tekestammen som levde i oaserna i Karakumöknen. Rasen fick sitt namn från stammen, samt Achal som betydde "renrasig". Man avlade hästarna mycket selektivt och förde stamtavlor via en muntlig tradition. Mellan 1700- och 1900-talet exporterades en stor mängd av dessa hästar till Ryssland och även England och Tyskland. Efter slaget vid Geok Tepe där Tekestammen besegrades av det Ryska kejsardömet förändrades förutsättningarna för hästhållning i området och många hästar såldes av eller togs med av de flyende stammarna. Bland annat hamnade hästarna i Indien, Iran och Afghanistan. Hästarna användes av de turkmenska stammarna för anfall och raider. Hästarna kallades "Argamaks" av ryssarna och var mycket populära bland de nomadiska folkslagen i hela Kaukasusområdet. 

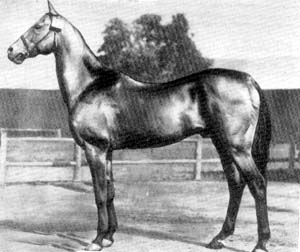
Den här Achaltekeern på ett foto från 1909 visar den typiska karaktäristiska halsen och den metalliska glansen i pälsen.

1881 blev Turkmenistan en del av det ryska kungadömet och även om stammarna stred hårt mot den ryska armén så förlorade de och många av hästarna beslagtogs. 1897 skulle dock även en rysk general bli den man som skulle rädda Achaltekeerna när han startade det "Transkaspiska stuteriet". Han beordrade att alla hästar som fanns kvar skulle samlas in för att bedömas och de bästa avelshästarna skulle behållas. 1926–1927 upptäckte även en rysk vetenskapsman att stamtavlor hade hållits över hästarna genom en muntlig tradition och hästarna började stambokföras. 1941 gav man ut den första publicerade stamboken och rasen fick officiellt sitt nya namn Akhal-Teke, efter Teke-stammen och Akhal-oasen där de först avlats. Den första stamboken innehöll stamtavlan för 287 hingstar och 468 ston.
Efter att Turkmenistan blev självständigt år 1991 definierade man aveln av dessa hästar som en nationell konstform och aveln av hästarna blev något som engagerade de turkmenska myndigheterna. Man försökte även att förbättra Achaltekeerna med importerade engelska fullblod för att göra hästarna större och göra exteriören mer tilltalande för de europeiska och amerikanska köparna. Men resultatet blev att hästarna inte klarade av klimatet och 1941 stängdes stamboken för gott för andra raser. Enbart hästar med stamboksförda föräldrar fick registreras. Sedan 1973 krävs även att hästarna DNA-testas. För att förbättra rasen fick man nu istället satsa på renrasiga hingstar. 5 hingstar valdes ut för att starta olika hingstlinjer där ättlingarna skulle ha olika egenskaper, men under mitten av 1950-talet blev rasen nästan utrotningshotad på grund av en masslakt av hästar i området, då man var tvungen att nå det mål inom köttproduktionen som hade satts upp. De sovjetiska myndigheterna krävde att hästarna skulle slaktas, även om de turkmenska stammarna vägrade att äta dem. Vid ett tillfälle fanns bara 1 250 hästar kvar och man stängde gränserna för export av achaltekeerna från Sovjet.
Idag finns det 17 olika hingstlinjer i stamboken och det finns cirka 3 500 Achaltekeer registrerade. Rasen föds fortfarande upp i oaserna i Karakumöknen och i södra Ryssland och avelns centrum ligger i Asjchabad. Achaltekeern har bidragit till många andra raser, men har inte själv påverkats utifrån och har behållit sitt utseende sedan 900-talet. Folket i Turkmenistan använder akhal-tekén till kapplöpningar och förbereder hästarna inför tävlingarna med stor omsorg. I alla år har hästarna fodrats med alfalfa, kulor av fårfett, havre och stekta degkakor och de sveps in i filtar för att skyddas mot hetta och kyla. I Sverige finns det cirka 16 registrerade Achaltekeerhästar. De turkmenska myndigheterna ger ofta hästar som diplomatiska gåvor och man håller även auktioner där man säljer achaltekeerhästar till förmån för att få pengar till att förbättra avelsprogrammen för hästar.

## Egenskaper

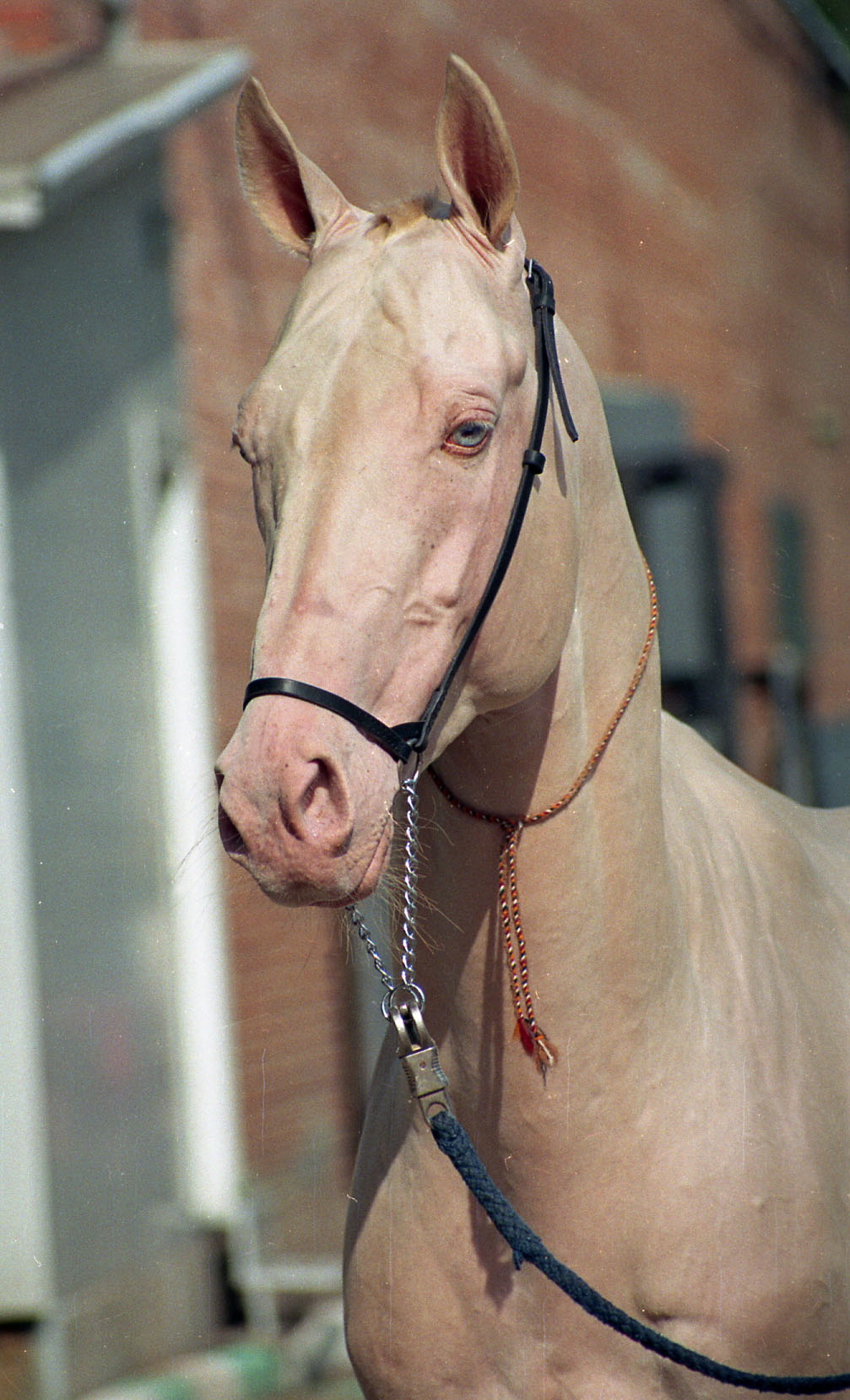
Achal-tekeerna är kända för att kunna ha mer ovanliga färger. Här en cremellofärgad Akhal-teke.

Akhal-tekén har ett särpräglat utseende och rör sig med vägvinnande och smidiga rörelser. I dag är akhal-tekén en galopphäst, en distanshäst och en tävlingshäst i hoppning och dressyr. Guldvinnaren i dressyr under olympiska spelen 1960 i Rom, var en akhal-tekehingst vid namn Absent.
Achaltekeerna har ett finskuret huvud med en rak eller lätt utåtbuktande nosprofil och långa öron. Ögonen är också tydligt mandelformade. Man och svans är ofta silkeslena men tunna med lite tagel. Ryggen är lång med lätt muskulatur och korset är oftast relativt platt. Huden är mycket tunn med en fin hårrem. Benen är fina och smala men mycket starka och tåliga. Revbenen är väl utvecklade, medan buken oftast är smal, vilket ger hästen en "greyhound-liknande" exteriör.
En av de mest framträdande egenskaperna hos Achaltekeerna är den metalliska glansen i pälsen, som är mjuk, ganska tunn och silkeslen. Den vanligaste färgen är gulbrun, även kallad bork, men även svart, brun, fux, isabell, skimmel och mer ovanliga färger som cremello och perlino förekommer. Dock är inte brutna färger som tigrerad eller skäck tillåtet. Hästarna är oftast kraftigt apelkastade. Den gyllene tonen som oftast finns hos hästarna anses ha fungerat som ett kamouflage i öknen.
Achaltekeer-hästarna är kända för att vara tuffa och tåliga och mycket ihärdiga. Akhal-tekén har mer och mer blivit distanshäst än kapplöpningshäst eftersom det engelska fullblodet har gått om Achaltekeerhästen som de mest framstående galopphästarna. Istället kan de springa långa sträckor under dåliga förhållanden. Det mest kända uthållighetsrekordet sattes under ritten på 415 mil mellan Ashkhabad och Moskva på 84 dagar med ett minimum av vatten och foder. 96 mil av vägen gick nämligen genom ökentrakter. Denna distansritt genomfördes 1935.